# Ursula Plassnik
Ursula Plassnik, née le 23 mai 1956 à Klagenfurt en Autriche, est une diplomate et femme politique autrichienne, ministre des Affaires étrangères du 20 octobre 2004 au 2 décembre 2008. Elle a adhéré à l'ÖVP au même moment.

## Biographie
Elle est nommée ministre fédérale des Affaires étrangères le 18 octobre 2004 et prête serment le 20 octobre, juste à temps pour signer le traité de Rome de 2004 — elle fait donc partie des signataires de la Constitution pour l'Europe. Elle remplace Benita Ferrero-Waldner, qui avait démissionné pour devenir commissaire européenne au sein de la commission Barroso I.
Le 11 janvier 2007, elle est reconduite dans ses fonctions avec le titre de ministre fédérale des Affaires européennes et internationales dans le gouvernement Gusenbauer.
Elle est nommée en décembre 2011 ambassadrice d'Autriche en France. Elle est ensuite ambassadrice d'Autriche en Suisse (2016-2021).

## Distinctions
- Commandeur grand-croix de l'ordre royal de l'Étoile polaire
- Grand-croix de l'ordre royal norvégien du Mérite
- Officier de la Légion d'honneur
- Chevalier grand-croix de l'ordre du Mérite de la République italienne